# Hasan Polatkan
Hasan Polatkan, né en 1915 à Eskişehir (Empire ottoman) et mort le 16 septembre 1961 à İmralı (Turquie), est un homme politique turc d'ascendance tatare de Crimée.
Ministre du Travail puis des Finances dans les années 1950, il est exécuté à la suite du coup d'État du 27 mai 1960 avec deux autres anciens membres du gouvernement, l'ex-Premier ministre Adnan Menderes et l'ex-ministre des Affaires étrangères Fatin Rüştü Zorlu.

## Biographie
Il a étudié les sciences politiques à l'université d'Istanbul. Après avoir obtenu son diplôme en 1936, Polatkan a travaillé comme inspecteur dans la banque d'État Ziraat.
Il entre en politique en 1946 et est élu député de Eskişehir à la Grande assemblée nationale de Turquie avec le parti démocrate. Il a occupé différents postes dans le gouvernement du Premier ministre Adnan Menderes :
- ministre du Travail (22 mai 1950 - 14 décembre 1950) ;
- ministre des Finances (14 décembre 1950 - 9 décembre 1955 et 3 décembre 1956 - mai 1960) jusqu'au coup d'État qui a chassé le 19e gouvernement.

Il est arrêté avec Menderes à Kütahya, accusé d'avoir violé la Constitution avec plusieurs membres du parti, est jugé sur l'île de Yassıada puis condamné à la peine de mort et pendu sur l'île voisine d'İmralı le 16 septembre 1961 quelques minutes après Fatin Rüştü Zorlu. Plusieurs années après sa mort, sa tombe est déplacée dans un mausolée du cimetière de Topkapı (tr) à Istanbul le 17 septembre 1990 avec celles de Menderes et de Zorlu.